# Diane et Actéon (Titien)
Pour les articles homonymes, voir Diane et Actéon.

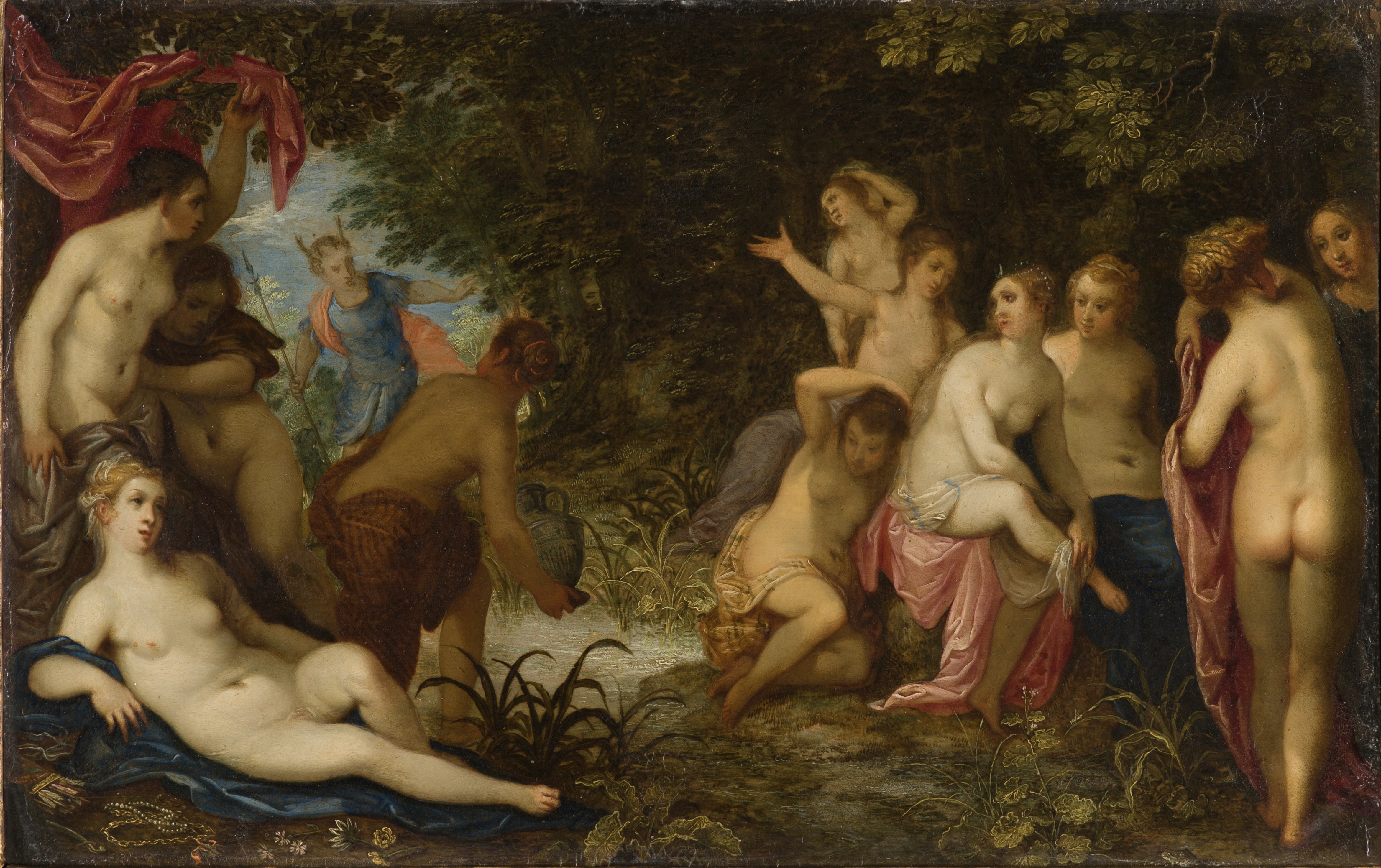
version par JAN BRUEGHEL et H VAN BALEN d'après un tableau de H ROTTENHAMMER (collection particulière)

Diane et Actéon est une peinture à l'huile sur toile de 185 × 202 cm, réalisée entre 1556 et 1559 par le peintre vénitien Titien.
Le tableau est exposé depuis 2009 par rotation de cinq ans à la Galerie nationale d'Écosse et à la National Gallery de Londres, à la suite d'une acquisition publique.

## Le mythe d'Actéon
Fils du dieu mineur Aristée qui est le fils d’Apollon, et de la fille de Cadmos, Autonoé, Actéon est élevé par le centaure Chiron et devient un chasseur très habile. Selon la version la plus populaire, il surprend un jour, au cours d’une chasse, la déesse Artémis (ou Diane) prenant son bain. Furieuse, elle le transforme en cerf. Impuissant, Actéon meurt déchiré par ses propres chiens (limiers, lévriers, dogues et mâtins) qui ne le reconnaissent pas et sont rendus fous de rage par la déesse. 

## Description
Le tableau fait partie d'une série de sept toiles représentant des scènes mythologiques tirées des Métamorphoses d'Ovide, peintes pour le roi Philippe II d'Espagne. Dans cette œuvre, est représenté le moment précis où Actéon surprend la nudité de Diane, épisode qui causera la terrible vengeance de la déesse.

## Historique
La peinture est restée dans la collection de la famille royale espagnole jusqu'en  1704, lorsqu'elle a été donnée par Philippe V à l'ambassadeur français. Les ducs d'Orléans l'achèteront pour leur prestigieuse collection, et la possèderont jusqu'en  1791, quand ils la vendront à un commerçant de Bruxelles lors des événements de la Révolution française. Après quelques changements rapides de propriétaires, une partie de la série des peintures a été exposée à Londres. La majorité de la collection, dont le Diane et Actéon, a été achetée en 1798 par lord Francis Egerton, troisième duc de Bridgewater, qu'il a transmis en héritage aux ducs de Sutherland. Elle est restée leur propriété jusqu'en 2009 ; en 1946, cependant, elle a été prêtée à la Galerie nationale d'Écosse. En 2009, le septième duc de Sutherland a vendu la peinture, pour un tiers du prix du marché, à la Galerie nationale d'Écosse et la National Gallery de Londres, afin qu'elle ne quitte pas le Royaume-Uni. Elle est depuis exposée pour cinq ans, dans chacun des deux musées.